# 拉姆斯登号护航驱逐舰
拉姆斯登号护航驱逐舰（英語：USS Ramsden，舷号：DE-382），是美国海军于第二次世界大战期间建造的一艘埃德索尔级护航驱逐舰，其舰名取自在珊瑚海海战中阵亡的列克星敦号航空母舰舵手及银星勋章获得者马文·李·拉姆斯登（Marvin Lee Ramsden）。
该舰由拉姆斯登的母亲冠名，于1943年3月26日在德克萨斯州休斯敦布朗造船厂铺设龙骨，随后于5月24日下水。1943年10月19日，拉姆斯登号正式服役，交由约瑟夫·爱德华·马达西（Joseph Edward Madacey）中校指挥。

## 设计与装备
埃德索尔级护航驱逐舰的设计与巴克利级护航驱逐舰类似，均采用长船体并建有较高的舰桥。该级护航驱逐舰配备3英寸（76毫米）50倍径单装主炮，后续曾计划更换为5英寸（127毫米）38倍径主炮，但最终没有实际执行。该级护航驱逐舰由4台费尔班克斯-莫尔斯38D8-1/8-10内燃机提供动力，总功率最高可达6000匹马力，最高航速21节。其燃料舱可携带312吨重油，在12节航速下航程可达11000海里。此外，该级舰船还配备有较完善的侦查搜索系统，包括SL或SU水面雷达、SA对空雷达、QC声呐系统以及用于监听潜艇无线电的HF/DF天线。

## 服役历史
在百慕大完成试航调整后，拉姆斯登号加入第23护航中队开始执行任务。12月19日，中队护送NY-47船团由纽约出发前往巴拿马运河，1944年1月9日，她们顺利完成任务返回纽约。11日，拉姆斯登号护送UGS-30船团前往卡萨布兰卡，2月23日，她返抵纽约。3月10日，她护送UGS-36船团的部分船只离港前往诺福克，随后护送完整船团跨越大西洋前往地中海。4月1日凌晨，一支由照明侦察机、轰炸机和鱼雷轰炸机组成的纳粹德国空军机群对船团发动空袭，以5架飞机被击落的代价击沉了1艘盟军商船，期间拉姆斯登号的防空炮火成功击落1架敌机。2天后，船团抵达突尼斯，11日，她们启程返航，最终于5月2日驶抵纽约。
拉姆斯登号随后前往卡斯柯湾训练补给并护送另一批船团前往比塞大，7月11日，船团安全返抵波士顿。拉姆斯登号随后被调往北大西洋航线执行护航任务，此后直至德国投降，她共护送7批船团前往英国和法国港口。
1945年6月18日，拉姆斯登号经巴拿马运河进入太平洋，在旧金山短暂停留后，她继续向北航行，最终于7月8日驶抵埃达克岛，此后直至日本投降，她一直在指定海域执行飞机监视任务。8月末，拉姆斯登号离开阿留申群岛前往日本本岛，9月9日，她护送多艘辅助舰艇驶入陆奥。20日，拉姆斯登号搭载一批退伍老兵返回美国，随后在海军节前夕驶抵克奇坎参加当地的庆祝活动。11月，她搭载一批轮换人员和装备前往冲绳并于25日顺利抵达中城湾。12月11日，拉姆斯登号启程前往青岛接收邮件并将它们送至马尼拉和上海，1946年1月5日，她返抵青岛，此后的一个月内，她都在附近海域支援友军。2月11日，拉姆斯登号受命返回美国东岸，3月22日，她顺利抵达查尔斯顿，随后前往杰克逊维尔准备退役。4月24日，拉姆斯登号驶入格林科夫斯普林斯封存，随后于6月13日正式退役并加入美国海军预备舰队。
1952年3月28日至1954年4月10日，拉姆斯登号被租借至美国海岸警卫队服役，主要用于夏威夷海域的海空救援行动。1956年10月19日，拉姆斯登号进入长滩海军造船厂接受改造，11月1日，她被重新分类为雷达哨戒驱逐舰DER-382。1957年12月10日，拉姆斯登号重归现役，她先在西海岸进行试航调整和训练，随后于1958年3月前往新母港珍珠港，正式开始其再度服役生涯。此后的2年内，她一直在中途岛至阿留申群岛一线巡逻。1960年春季，拉姆斯登号受命返回西海岸准备退役，6月23日，她正式退役并加入预备舰队。1974年8月1日，拉姆斯登号自美国海军除籍，随后于次年1月1日被作为靶舰击沉。

## 荣誉
拉姆斯登号服役期间所获荣誉如下：
|  |             |  |
|  | Bronze star |  |
|  |             |  |

| 战斗行动奖章 （追授） | 中国服役奖章                           | 美国战役奖章           |
| 亚太战役奖章          | 欧洲-非洲-中东战役奖章 （1枚战斗之星） | 第二次世界大战胜利奖章 |
| 国防部服役奖章        | 韩国服役奖章                           | 联合国韩国服役奖章     |

## 历任舰长
| 姓名       | 译名                     | 军衔     | 所属军种             | 任职时间                    |
| ---------- | ------------------------ | -------- | -------------------- | --------------------------- |
|            | 约瑟夫·爱德华·马达西     | 中校     | 美国海岸警卫队       | 1943年10月19日              |
|            | 谢尔曼·T·巴克特尔        | 少校     | 美国海岸警卫队预备役 | 1944年3月4日                |
|            | 普罗克特·温特            | 上尉     | 美国海岸警卫队预备役 | 1945年3月26日               |
|            | R·H·威尔顿               | 少校     | 美国海岸警卫队       | 1945年10月7日-1946年6月13日 |
| 资料缺失   | 资料缺失                 | 资料缺失 | 美国海岸警卫队       | 1952年3月28日-1954年4月10日 |
|            | 华莱士·弗恩·范佩尔特     | 少校     | 美国海军             | 1957年12月10日              |
|            | 小威廉·弗朗西斯·克利福德 | 少校     | 美国海军             | 1959年2月5日-1960年6月23日  |
| 参考文献： |                          |          |                      |                             |